# Pascual Comín

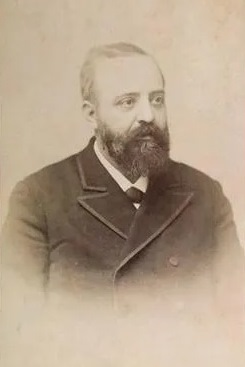
Pascual Comín

Pascual Comín y Moya (Zaragoza, 1855-1928) fue un abogado y político carlista español.

## Biografía
Era hijo de Bienvenido Comín, notable abogado, jefe carlista de Aragón y colaborador estrecho de Don Carlos durante el Sexenio Revolucionario. Pascual Comín fue decano del Colegio de Abogados de Zaragoza y, al igual que su padre, desempeñó el cargo de jefe regional de la Comunión Tradicionalista en Aragón, entre 1907 y 1912.
Tras la escisión mellista en febrero de 1919, Don Jaime lo nombró, de manera provisional, secretario general de la Comunión, cargo que mantuvo hasta agosto del mismo año.
Comín había sido germanófilo durante la Primera Guerra Mundial y estaba enfrentado al Conde de Melgar, aliadófilo declarado, quien consideraba que ejercía una mala influencia en el jaimismo, así como con Salvador Minguijón.
Se opuso sin éxito a que Don Jaime nombrara como director de El Correo Español a Melchor Ferrer, jaimista francófilo y a quien creía afecto a Melgar. Para recurrir contra ese nombramiento, se celebró en Zaragoza una reunión a la que asistieron catalanes, madrileños y navarros. Tras ser aceptada su dimisión por Don Jaime el 13 de agosto, fue sucedido como secretario general por Luis Hernando de Larramendi. El 30 de noviembre Pascual Comín fue uno de los asistentes a la Junta Magna de Biarritz que reorganizó la comunión jaimista.
Falleció en Zaragoza el 20 de marzo de 1928. Fue hermano de Francisco Javier Comín Moya y tío de Jesús Comín.